# Axel Tuanzebe
Axel Tuanzebe (* 14. November 1997 in Bunia, Demokratische Republik Kongo) ist ein englischer Fußballspieler. Der Verteidiger steht bei Ipswich Town unter Vertrag.

## Karriere
Tuanzebe kam im Alter von acht Jahren in die Manchester United Academy. Im Mai 2015 gewann er die Auszeichnung als Jimmy Murphy Young Player of the Year.
Im Oktober 2015 war Tuanzebe das erste Mal in der Premier League auf der Auswechselbank im Spiel gegen Crystal Palace. Am 29. Januar 2017 debütierte er als Einwechselspieler in der 68. Minute gegen Wigan Athletic in der ersten Mannschaft. Am 7. Mai 2017 stand Tuanzebe beim 0:2 gegen den FC Arsenal erstmals in der Startelf.
Ende Januar 2018 wurde Tuanzebe bis zum Ende der Saison 2017/18 an Aston Villa verliehen. Zur Sommervorbereitung 2018 kehrte er zunächst zu Manchester United zurück. Zum Anfang der Saison 2018/19 wurde Tuanzebe abermals an Aston Villa verliehen. Er steuerte 25 Einsätze zum Aufstieg in die Premier League bei.
Zur Saison 2019/20 kehrte er zu Manchester United zurück, kam aber nur 5-mal in der Liga zum Einsatz. In der Saison 2020/21 folgten 9 Ligaeinsätze.
Zur Saison 2021/22 verlängerte Tuanzebe seinen Vertrag bis zum 30. Juni 2023 und wechselte zum dritten Mal auf Leihbasis zu Aston Villa. Dort absolvierte er weitere neun Ligaspiele. Im Januar 2022 brach der Spieler die Leihe vorzeitig ab, um, ebenfalls auf Leihbasis, zur SSC Neapel wechseln zu können.
Im September 2023 wechselte er zu Ipswich Town in die EFL Championship und stieg in der ersten Saison mit dem Verein in die Premier League auf. Nach Auslauf des Vertrages, Ende der Saison 2024/25, wechselt Tuanzebe ablösefrei zum Aufsteiger FC Burnley.

## Erfolge
- Aufstieg in die Premier League: 2019